# Klaus Hiendl
Klaus Hiendl (* 1944; † 11. Oktober 2006 in Landshut) war ein deutscher Möbelunternehmer. Gemeinsam mit seinem Bruder Rudolf war er Inhaber und Geschäftsführer des traditionsreichen Passauer Möbelhauses Hiendl.
Hiendl wurde als Sohn des Möbelschreiners Rudolf Hiendl senior geboren. 1963 trat er in das Familienunternehmen ein und übernahm Anfang der 1970er Jahre zusammen mit seinem drei Jahre jüngeren Bruder dessen Leitung. Beide bauten es sukzessive zu einer der größten Möbelhausketten in Süddeutschland auf. Im September 1973 eröffnete im Passauer Stadtteil Neustift das erste Wunderland des Wohnens. Nach der Gründung einer zweiten Filiale in Regensburg 1995 folgten in den vergangenen Jahren weitere Niederlassungen in Augsburg, Fürstenstein, Neuötting und Rosenheim. Der 62-jährige Hiendl, Vater von zwei Kindern, scheute seit Jahren die Öffentlichkeit.
Hiendl starb am 11. Oktober 2006 im Alter von 62 Jahren an den Folgen seiner Verletzungen, die er am Abend des gleichen Tages bei einem Verkehrsunfall auf der Bundesautobahn 92 bei Landshut erlitten hatte.
Das von ihm mit aufgebaute Möbelhaus wurde im Juni 2007 mit allen Filialen an XXXLutz verkauft. Zu diesem Zeitpunkt wurden von 1.400 Mitarbeitern  200 Millionen Euro Umsatz erwirtschaftet.